# Hypnum eccremocarpum
Hypnum eccremocarpum är en bladmossart som beskrevs av C. Müller 1851. Hypnum eccremocarpum ingår i släktet flätmossor, och familjen Hypnaceae. Inga underarter finns listade i Catalogue of Life.